# Tip Marugg
Silvio Alberto (Tip) Marugg (Willemstad, 16 december 1923 – aldaar, 22 april 2006) was een Antilliaans schrijver en dichter.

## Leven en werk
Hij werd geboren als vijfde van zeven kinderen. Zijn ouders waren beiden rooms-katholiek, maar Marugg werd zowel katholiek als protestants opgevoed. Hij behaalde zijn mulodiploma in 1942 en moest daarna vijf jaar in militaire dienst. Vervolgens werkte hij enkele decennia bij Shell. Toen hij meewerkte aan het personeelsblad Passaat van Shell, ontdekte hij het plezier van schrijven. Hij debuteerde in 1958 met de roman Weekendpelgrimage. In 1967 volgde In de straten van Tepalka. In 1988 verscheen zijn derde roman, De morgen loeit weer aan, die werd genomineerd voor de AKO-Literatuurprijs en waarvoor hij in 1989 de Cola Debrotprijs kreeg toegekend. Marugg was toen al bijna twintig jaar met pensioen (sinds 1970) en leefde teruggetrokken in zijn huis in Bandabou. Zijn boeken werden onder meer in het Engels en het Russisch vertaald.
Net als bij Boeli van Leeuwen, met wie hij bevriend was, speelt ook bij Marugg het eilandleven een centrale rol. Ook hij zoekt daarin uitdrukking van de paradoxen van het individuele bestaan en de kleine gemeenschap. De stijl is anders: waar Van Leeuwen zich flamboyant betoont en meer aandacht heeft voor de groep, is Marugg ingetogener, melancholischer en meer gericht op het individu.
De laatste jaren van zijn leven ging zijn gezichtsvermogen sterk achteruit, waardoor hij niet goed meer kon lezen en schrijven. Ook moest hij een jaar voor zijn dood een been missen vanwege een infectie.
Alhoewel christelijk opgevoed, was Marugg niet gelovig. Dat vormde voor hem een motivatie om te schrijven, om zo te trachten het leven zin te geven.

## Over Tip Marugg
- Drie Curaçaose schrijvers in veelvoud: Boeli van Leeuwen, Tip Marugg, Frank Martinus Arion. Onder redactie van Maritza Coomans-Eustatia, Wim Rutgers, Henny E. Coomans. Zutphen: Walburg Pers, 1991.
- Petra Possel, Niemand is een eiland. Het leven van Tip Marugg in gesprekken. De Bezige Bij, Amsterdam, 2009, 125 pag. ISBN 978-90-234-2885-5
- Michiel van Kempen, 'De verbeelding van de kluizenaar'. In: Rasit Elibol (samenstelling), De nieuwe koloniale leeslijst. Amsterdam: Das Mag/De Groene Amsterdammer, 2021, pp. 197-203